# جنوب إفريقي لبناني

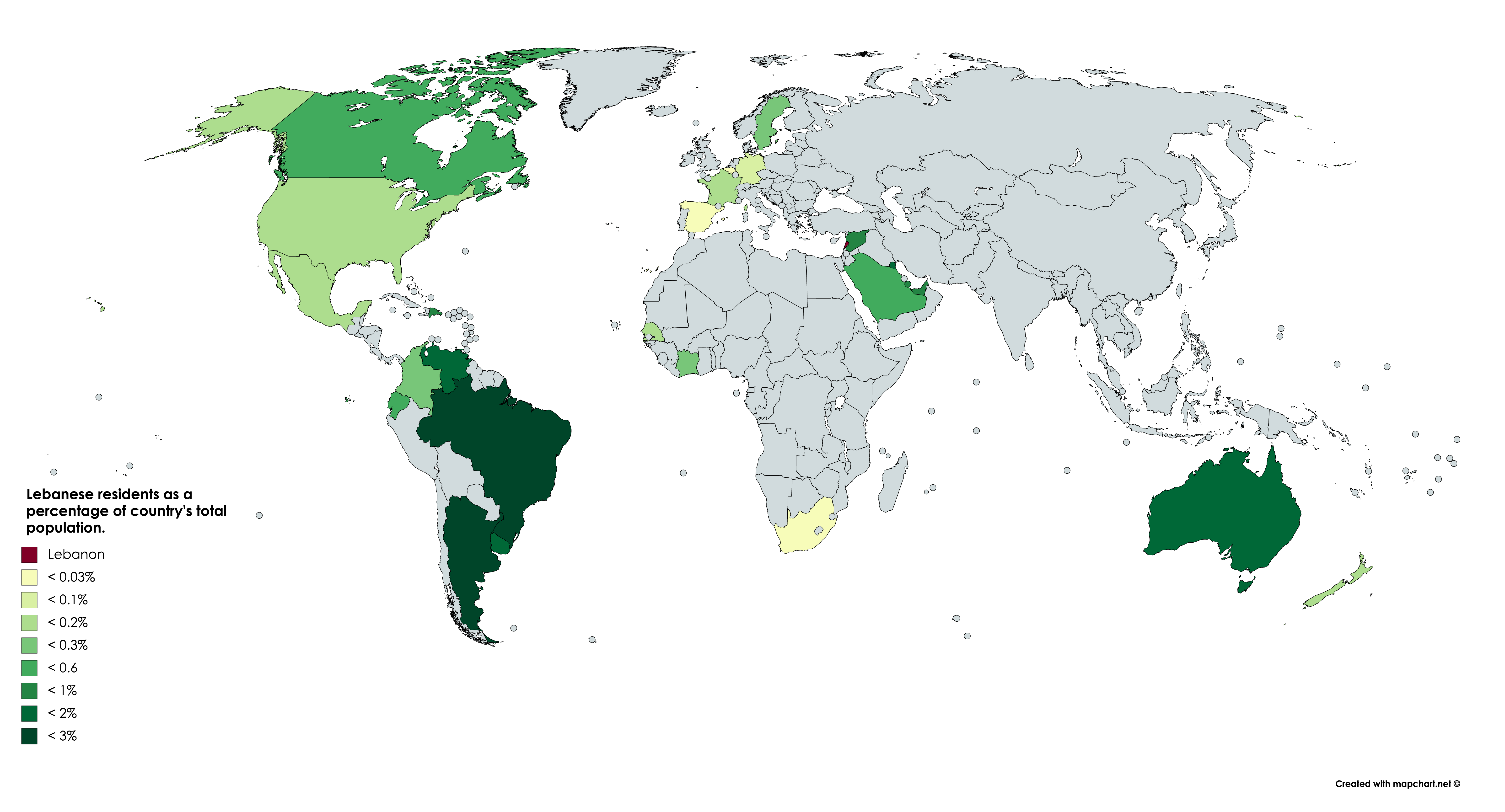
ترتيب السكان اللبنانيين في المهجر حسب النسبة المئوية من إجمالي سكان البلاد، تعتبر جنوب إفريقيا من بين أكثر دول مهجر الشتات اللبناني والعربي في إفريقيا.

جنوب إفريقيون لبنانيون، هم جنوب إفريقيون من أصل لبناني أو لبنانيون يحملون جنسية جنوب إفريقيا.
يقدر عدد المهاجرين اللبنانيين في جنوب إفريقيا بمن فيهم المجنسون ما بعد الجيل الأول بحوالي 5100  وتشير تقديرات أخرى إلى ما مجموعه 20000 لبناني في جنوب إفريقيا. بالإضافة إلى ذلك، اختار عدد متزايد من الطلاب اللبنانيين الذين يبحثون عن فرص تعليمية ومهنية ولوج جامعات جنوب إفريقيا نظرا للخط التصاعدي لجنوب أفريقيا كدولة رائدة في قارة إفريقيا، في ضوء مؤسساتها ذات السمعة الطيبة نسبياً في جميع أنحاء الشرق الأوسط والعالم.
يعيش معظم اللبنانيين في جنوب إفريقيا بشكل أساسي في أكبر المدن ذات اللمحة الكوسمبوليتية وهما مدينتي جوهانسبرغ وكيب تاون.

## لمحة تاريخية عن الهجرة اللبنانية لجنوب إفريقبا
يعود تاريخ وجود جالية لبنانية إلى أواخر القرن التاسع عشر، عندما وصل أول المهاجرين إلى جوهانسبرغ، وهي أكبر مدينة في إقليم ترانسفال، قادمة من لبنان الجنوب المتوسطي.
تم تسجيل أول المهاجرين اللبنانيين إلى جنوب إفريقيا في عام 1896، حيث وصل أول المهاجرين اللبنانيين الموارنة إلى ديربان وكيب تاون وموزمبيق المجاورة.
وقد باتت تشكل الجالية اللبنانية في دولة عرفت كل أنواع الهجرة من الهجرة الحمراء إلى هجرة اللجوء وهجرة البحث عن الثروة إلى هجرة الطلاب والتعليم حاليا وهجرة تعتبر الجالية اللبنانية جزءاً لا يتجزأ من تاريخ الهجرة الحديثة نحو جنوب أفريقيا المعاصرة، إذ وصل أوائل المهاجرين اللبنانيين إليها في العقود الأخيرة من القرن التاسع عشر حيث أقاموا فيها وألتحقت بهم عائلاتهم فيما بعد.
وذكرت بعض المعلومات أن أول مهاجر لبناني إلى جنوب أفريقيا هو الياس منصور من بيت الدين الذي بقي في منجم فرييرا أكثر من عشر أعوام عاد بعدها بثروة ألهمت الكثيرين في لبنان بالسفر إلى بلاد جنوب إفريقيا.
معظم القرى التي ينحدر منها أكثر المهاجرين اللبنانيين إلى جنوب أفريقيا هم من شمال لبنان: بزعون، بشرّي، حدث الجية، مزيارة، حصرون، زغرتا، قرطبا، زحلة، دير الأحمر، طرابلس والبترون.

## الأوضاع الاقتصادية والاجتماعية
يعمل اللبنانيون في قطاعات اقتصادية مختلفة، من التجارة الصغرى إلى شركات كبرى، مثل مقاولات البناء والبنية التحتية، علاوة على المزارع حيث هناك 300 شركة تجارية في جنوب أفريقيا مسجلة باسم مالكيها من اللبنانيين، إلى شركات متعلقة بصناعة المحركات والصناعات الهندسية، والبيع جملة ومفرق، تصدير واستيراد، صناعة ألبسة وأحذية، الاستثمارات على أنواعها، صناعة التكنولوجيا والكمبيوتر، المطاعم والفنادق، الطباعة، صناعة الجلود والأحذية.

## الشتات اللبناني
الشتات اللبناني يشير إلى المهاجرين اللبنانيين والمتحدرين منهم والذين هاجروا من لبنان طواعية أو كرها ويقيمون الآن في بلدان أخرى.
يقدر الشتات بين 12 إلى أكثر من 18 مليون شخص أي أكثر من تعداد سكان لبنان نفسه الذي يبلغ أربعة ملايين.
وقد اُقيم تمثال في بيروت لتكريم المغتربين اللبنانيين وهو تمثال المغترب اللبناني وقد صنعت نسخ طبق الأصل منه في فيراكروز بالمكسيك، وبريتش كولومبيا بكندا، وبريزبان بأستراليا، وأكرا بغانا.
وكالعديد من دول العالم في القارات الخمس استقبلت جنوب إفريقيا العديد من المهاجرين في إبان موجات الهجرة اللبنانية لظروف مختلفة اقتصادية أمنية وسياسية..

## احصاءات تقديرية وانتشار الجالية
تتفاوت التقديرات بشأن أعداد افراد الجالية اللبنانية، حيث يقدر أحد المصادر عدد اللبنانيين في جمهورية جنوب أفريقيا خلال عام 1997 بحوالي ثلاثين ألف شخص، وخلال عام 1999، ذكر نائب وزير الخارجية الجنوب أفريقي عزيز بهاء أثناء زيارة له إلى لبنان بان الجالية اللبنانية تضم خمسين ألف مواطن. في حين يقدر السفير اللبناني السيد إليزيه العلم العدد خلال عام 2000 بانه: "كبير جداً، والذين نعرفهم لا يشكلون 10% من الذين لا نعرفهم، لأن أحداً لا يمكن أن يحصي عدد اللبنانيين المغتربين نظرا لذوبان الأجيال اللاحقة في ظروف اتصالاتية صعبة، خصوصا في وقت كانت تنعدم فيه وسائل الاتصال وقلة الأخبار المتنوعة سياسية وثقافية واجتماعية واردة من الوطن الأم.
وينتشر اللبنانيون في مختلف أنحاء البلاد لا سيما في العاصمة بريتوريا ومدينة جوهانسبورغ وهي العاصمة الاقتصادية والمدينة الأكبر حجماً في جنوب أفرقيا، وهي المدينة التي يتركز فيها اللبنانيون، إذ يقيم فيها وحدها ما يقارب الخمسة عشر ألف لبناني، وبخاصة في ضاحية فيتفاترز ـ راندز. كما ينتشر اللبنانيون في مدينة دوربان، وهي ميناء على المحيط الهندي، وكذلك الامر في مدينة كيب تاون التي يوجد فيها أكبر ميناء في أفريقيا، كما يوجد بعض اللبنانيين في الأقاليم الغربية الشمالية.

## المشاكل
بسبب تقادم الزمن على الهجرة اللبنانية في جنوب أفريقيا وبسبب قلة المواصلات والاتصالات في ذلك الزمن من بداية الهجرات الأولى نشأت مشكلات في العلاقة بالوطن والتراث الوطني اللبناني، أهمها عدم تحدث الأجيال الحالية باللهجة اللبنانية وباللغة العربية، وكذلك فإن أكثريتهم المطلقة فقدت الجنسية اللبنانية وتم ذوبانهم التام في مجتمع جنوب أفريقيا. ويعانون من عدم وجود خط طيران لشركة طيران الشرق الأوسط أو خط طيران منتظم إلى بيروت.

## أبرز اللبنانيين في جنوب إفريقبا
- جون حداد: رئيس مكتب الجامعة الثقافية اللبنانية في العالم في جنوب أفريقيا.

- جورج عيسى، رئيس القنصلية الفخرية في مدينة الكاب.

- عازار يمين: وهو من خبراء الاقتصاد الكبار في جنوب افريقيا، وغالباً ما تأخذ الحكومة برأيه في المسائل الاقتصادية والمالية.

- فاطمة حجيج: تحمل الجنسية الجنوب أفريقيا، وهي نائبة في البرلمان الجنوب أفريقي، عام 2000.

- رولا غلاييني: رئيسة فرع جوهانسبورغ في الجامعة الثقافية.

- ميشال كترا: قائم بأعمال السفارة اللبنانية في جنوب افريقيا.
- ـ وسيم إبراهيم: القنصل اللبناني في جوهانسبورغ

- كين كوستا: مصرفي جنوب أفريقي مقيم في لندن وفاعل خير ومبشر مسيحي.
- آل دبو ممثل وممثل كوميدي
- بيير عيسى، لاعب كرة قدم محترف
- عازار جامين، خبير اقتصادي
- شربل قطان، روائي
- جوزيف رحمي، لاعب تنس محترف
- جون شلالا، رجل أعمال ورئيس تنفيذي لمجموعة شركات Jetline.
- مايكل ساذرلاند، سياسي أسترالي مولود في جنوب إفريقيا.
- آلان توماس: لاعب كرة قدم محترف
- فيغ طويل: ملاكم محترف
- ويلي فوط: ملاكم محترف

## جمعيات ومؤسسات
يوجد العديد من الجمعيات التي تهتم بشؤون الجالية اللبنانية في جنوب افريقيا، العديد منها ءو لمحة دينية للمسيحية في لبنان أو إلى إحدى تشكيلات مكتب الجامعة الثقافية في جوهانسبورغ. ومن أهم المؤسسات والجمعيات الحالية والقديمة 
- مكتب الجالية الذي يعمل تحت لوائه :

ـجمعية SALEAF (FONDATION SOOTH AFRICAN LEBANESE EDUCATION).
- نادي الجامعة: يهتم بشؤون الطلاب.

- صندوق التقدم التعليمي اللبناني في جنوب أفريقيا، ويقدم منحاً دراسية للطلبة اللبنانيين هناك.

- يصدر المكتب مجلة تابعة له، وهناك موقع للمكتب على الإنترنت.

- الجمعية اللبنانية النسائية (سلوى).

- جمعية L.A.M.P.S.

- جمعية CEDAR LEAF يرأسها كين حسنا.

- جمعية PHOENICIAN يرأسها إيلي كرم وأصدرت الجمعية نشرة للجالية تحت اسم HELTO.

- غرفة التجارة اللبنانية.

- تجمع الطلاب اللبنانيين.

- وهناك جهود من طلاب جامعيين لإنشاء جمعية الطلاب اللبنانيين في الجامعة.

## وصلات خارجية
- مجلة المغترب
- الهجرة الخارجية والانتشار اللبناني في العالم